# Lepisosteus osseus
Lepisosteus osseus (cá sấu hỏa tiễn) là một loài cá vây tia nguyên thủy trong họ Lepisosteidae. Loài cá này có thân dài từ 60–182 cm (24–72 in) và cân nặng 0,5-3,5 kg (1,1-7,7 lb). Kỷ lục thế giới loài này có cân nặng 50,31 kg, bắt được ở sông Trinity, Texas vào năm 1954; ghi nhận của FishBase loài này có kích thước tối đa 2 m (6,6 ft). Tuổi thọ trung bình là 17 đến 20 năm. Mõm dài vào một mỏ hẹp chứa nhiều răng lớn. Chúng có thân hình dài, có hình dạng như một hình trụ, và được bao phủ với vảy có hình kim cương. Nó có một vệt đen dài trên toàn cơ thể.
Loài này được tìm thấy trong các con sông và hồ suốt nửa phía đông của Hoa Kỳ, xa về phía bắc miền nam Quebec và miền nam Ontario ở Ngũ Đại Hồ và sông Ottawa và phía nam cũng như miền bắc Mexico. Số lượng tập trung nhất của loài này được tìm thấy suốt Deep South của Mỹ, Texas, Alabama (hệ thống sông Cahaba), và bất cứ nơi nào dọc theo sông Mississippi. Loài cá này được tìm thấy trong nước ấm cạn, với thảm thực vật phong phú. Lepisosteus osseus đã hiện diện ở Bắc Mỹ cách nay 100 triệu năm.

## Hình ảnh

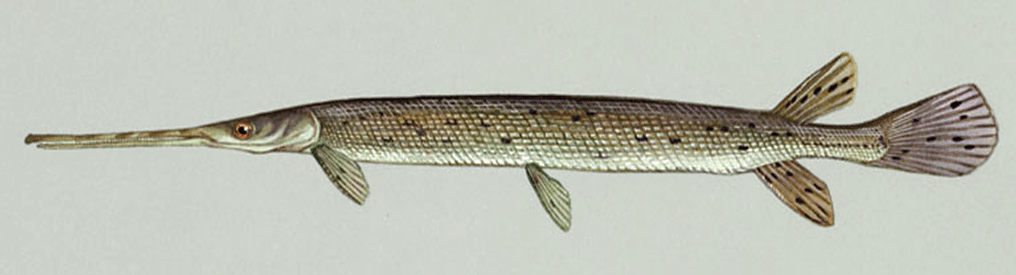
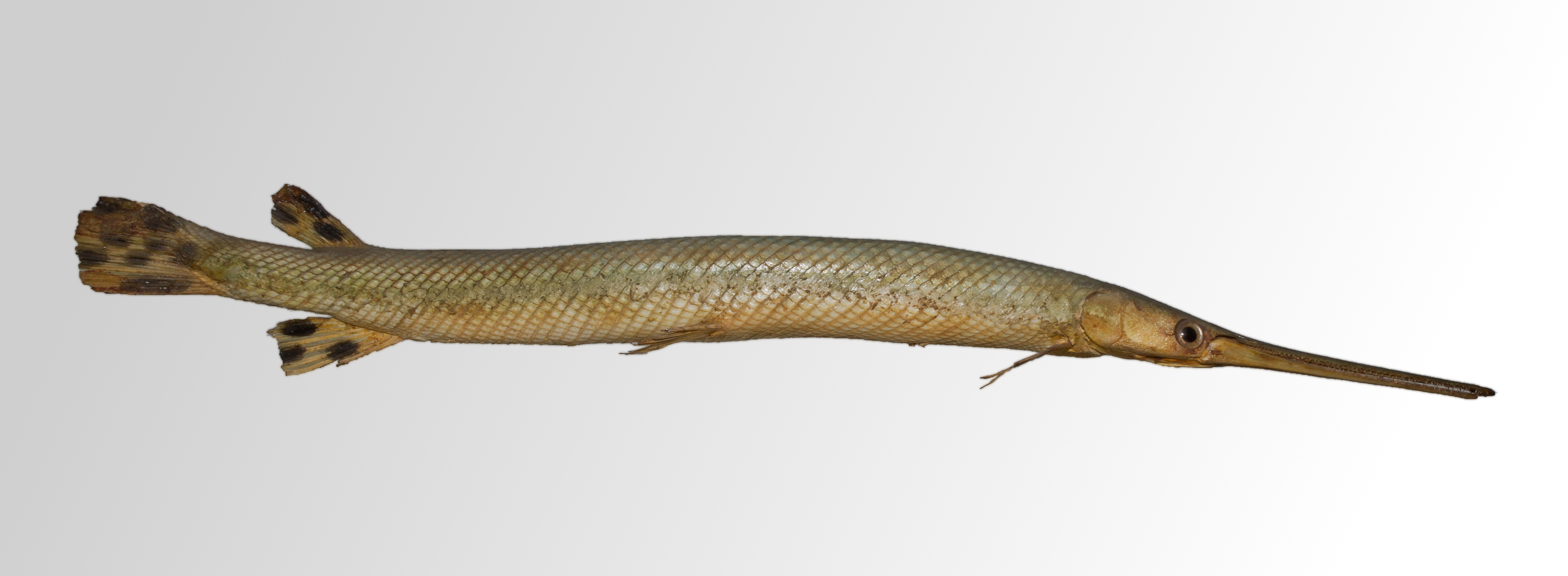
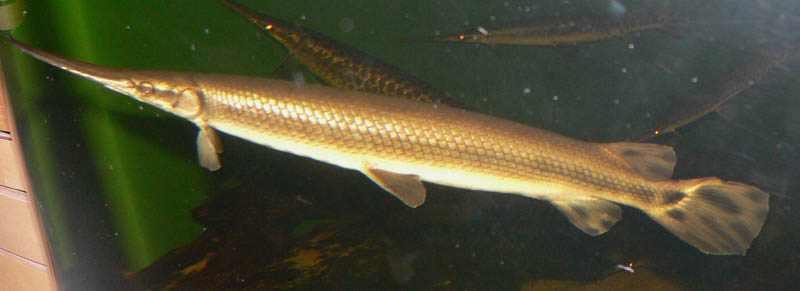
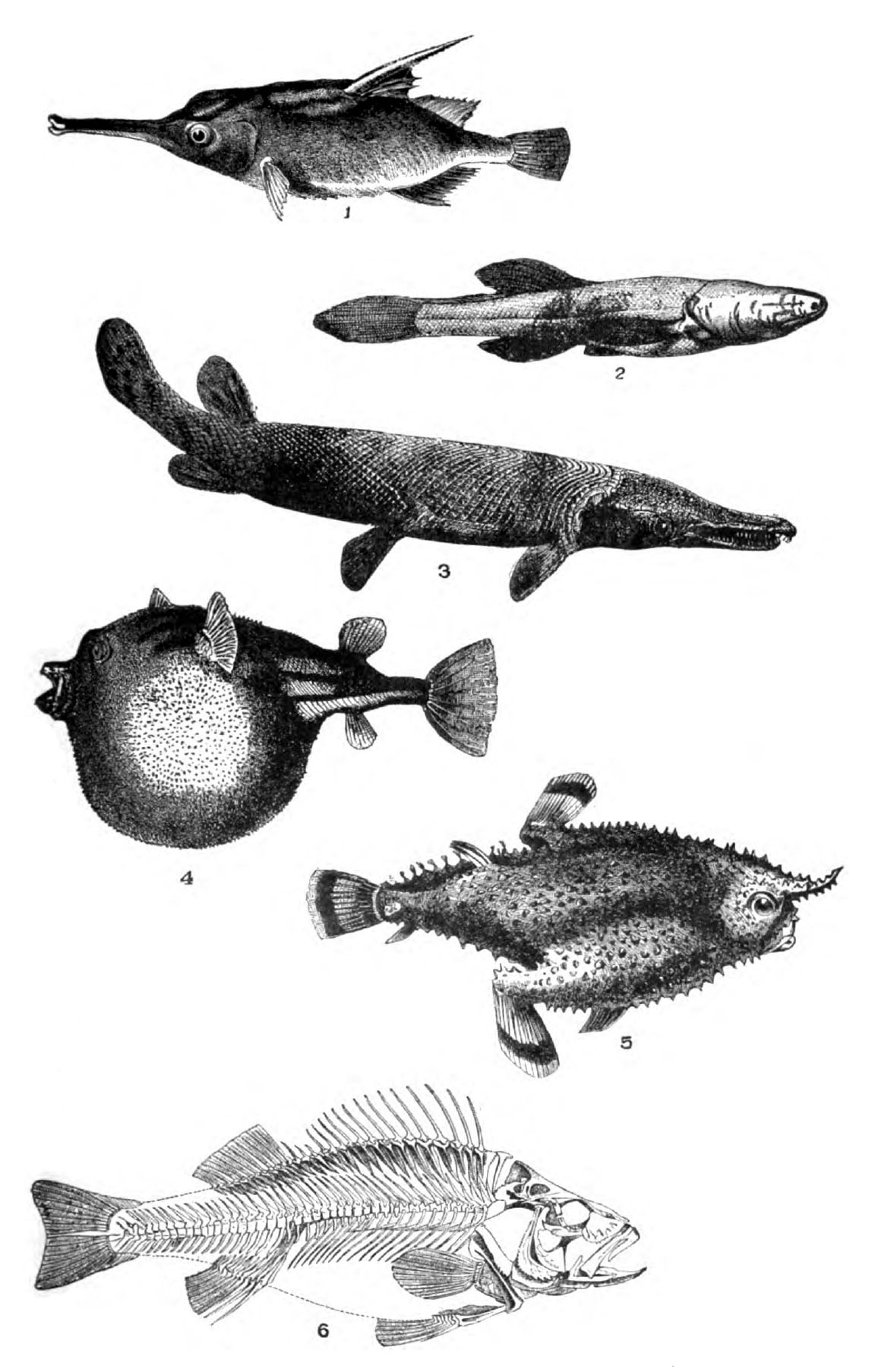